# Aigrefeuille
Aigrefeuille település Franciaországban, Haute-Garonne megyében. Lakosainak száma 1326 fő (2022. január 1.). Aigrefeuille Drémil-Lafage, Lauzerville, Quint-Fonsegrives és Sainte-Foy-d’Aigrefeuille községekkel határos.

## Népesség
A település népességének változása:
| Lakosok száma | 124  | 172  | 245  | 812  | 1162 | 1216 | 1275 | 1272 | 1271 | 1326 |
|               | 1968 | 1982 | 1990 | 2006 | 2013 | 2015 | 2017 | 2019 | 2020 | 2022 |